# Радюшкин, Анатолий Владимирович
Анатолий Владимирович Радюшкин (Anatoly V. Radyushkin) — советский и американский учёный. Доктор физико-математических наук.

## Биография
Родился 11 июля 1951 года в Киргизии, учился в школе № 21 в Фергане.
Окончил физфак МГУ (1975, кафедра теоретической физики) и аспирантуру, в 1978 г. защитил кандидатскую диссертацию по теме «Методы квантовой теории поля и партонная модель».
Работал в Лаборатории теоретической физики (ЛТФ) Объединенного института ядерных исследований (ОИЯИ) (Дубна): младший, старший (1983) и ведущий (1988) научный сотрудник.
Доктор физико-математических наук (диссертация «Факторизация и формфакторы адронов в квантовой хромодинамике» — Дубна, 1987. — 354 с.).
С 1991 г. работает в США, штат Вирджиния: CEBAF/Jefferson Lab — старший научный сотрудник, Old Dominion University — профессор.
Индекс Хирша — 48.